# Montécheroux
Montécheroux è un comune francese di 575 abitanti situato nel dipartimento del Doubs nella regione della Borgogna-Franca Contea.
Ci nacque il naturalista e micologo Lucien Quélet.

## Società

### Evoluzione demografica
Abitanti censiti